# André Carson
André D. Carson (n. Indianápolis, Estados Unidos, 16 de octubre de 1974) es un político, abogado y administrador de empresas estadounidense.

## Biografía
Nacido y criado en la ciudad estadounidense de Indianápolis, tiene ascendencia afroamericana. A una edad muy temprana ya comenzó a sentir una gran vocación de servicio público, inculcada por su abuela que era la congresista demócrata, Julia Carson.
Él creció en un barrio bastante problemático, lo cual le inspiró para moldear sus puntos de vista políticos en materias como de educación, seguridad ciudadana y oportunidades económicas.
Se graduó en secundaria por la "Arsenal Technical High School". Más tarde obtuvo un bachiller universitario en letras en las materias de justicia penal y gestión por la Universidad Concordia de Wisconsin en Mequon. También obtuvo una maestría universitaria en ciencias en la materia de ciencias de administración y gestión por la Universidad de Indiana Wesleyan en Marion.
Ya en 1996 comenzó a trabajar como oficial de cumplimiento para el cuerpo policial "Indiana State Excise Police" (ISEP), que es la Policía de Impuestos Especiales del Estado de Indiana. En 2005 entró en el "Indiana Department of Homeland Security", que es la división antiterrorista del Departamento de Seguridad Nacional en el estado.
Luego pasó a trabajar como especialista de marketing para la empresa "Cripe Architects Engineers" de Indianápolis.
En octubre de 2007 como miembro del Partido Demócrata y tras ganar un comité del partido, se convirtió en Miembro del Distrito 15 del Consejo de la Ciudad de Indianápolis y el Condado de Marion.
Posteriormente en el mes de diciembre de ese mismo año, su abuela Jualia Carson, quien había representado desde 1997 al 7.º distrito congresional de Indiana, falleció a causa de un cáncer de pulmón.
Tres meses después, su nieto André Carson se presentó y logró ganar la elección especial que tuvo lugar para ocupar el puesto vacante de su abuela en la Cámara de Representantes de los Estados Unidos, siendo reelegido desde entonces en todas las elecciones al congreso.
Cabe destacar que para esta selección tuvo el gran apoyo en campaña del por entonces senador y futuro presidente, Barack Obama.
También es el segundo congresista musulmán de toda la historia de los Estados Unidos, después de Keith Ellison de Minnesota.